# 山阴城相府石狮
山阴城相府石狮原为明代政治家王家屏相府大门前的一对石狮，被盗前位于中华人民共和国山西省山阴县古城镇古城村，2001年11月列入山阴县文物保护单位。2011年4月2日晚间被盗走，流向不明，至今其案未破。
王家屏为山西省山阴县古城镇古城村人，隆慶二年（1568年）殿试中获二甲第二，赐进士出身。万历十九年升任内阁首辅，执阁六月。王家屏正直、博学，素有令名。石狮的位置本来是王家屏的相府，1958年相府被拆，改建为一座礼堂，但是石狮子留在原处。后来，礼堂也被弃用。2011年4月3日，山阴县古城派出所接到报案称相府石狮被盗。由于缺乏线索，警方只确定石狮被盗于2日夜间。据说石狮早已被文物偷盗犯罪者相中，2008年时石狮就险些被盗走。公安部门将照片发往中国全国进行网上通缉，但是至今没有进展。
石狮通高2.25米，不计底座高度，狮子高1.65米。石狮雕刻风格古朴，为明代艺术精品。狮子未被盗走时，每年过年当地居民都会给狮子戴上红绣球。
王家屏的墓地也在山阴，文化大革命前保存完好，文革后无人守墓，墓葬的石刻被盗取一空。